# Olintíaques
Les Olintíaques foren tres arengues fetes per Demòstenes, un home d'estat i orador de l'antiga Atenes. El 349 aC, Filip II de Macedònia atacà Olint, que en aquell moment estava aliada a Atenes. En les Olintíaques, pronunciades el 349 aC, Demòstenes exhorta els atenencs a venir en auxili d'Olint.
És una de les Arengues traduïdes al català per Joan Petit i Montserrat.

## Context
Una vegada coronat, Filip procurà guanyar-se el favor de la Lliga Calcídica, però després de la presa d'Amfípolis i l'expansió macedònia a Tràcia, Filip es decidí a destruir la Lliga Calcídica i arrasar la seva ciutat cabdal, Olint. Els olintis veieren les orelles del llop i conclogueren un acord amb els atenencs, que havien estat els seus enemics. El 350 aC, Filip ja havia capturat trenta-dues ciutats de la península Calcídica. L'any següent, els olintis enviaren diverses ambaixades als atenencs, implorant-los que els fornissin suport militar, però els atenencs eren molt reticents a emprendre una operació militar tan lluny de la seva ciutat.

## Contingut
En la Primera Olintíaca, Demòstenes reclama als atenencs que votin a favor d'una expedició sense més dilació, que comencin els preparatius tot seguit i que despatxin ambaixadors per fer conèixer les seves intencions i seguir els esdeveniments. Seguidament, proposa una reforma del fons teòric, uns diners proporcionats per l'Estat perquè els atenencs pobres poguessin assistir a les representacions teatrals. En la Segona Olintíaca, l'orador manifesta sense embuts la seva frustració per la postura ambivalent i la inacció dels seus compatriotes. A més a més, insisteix que Filip no és invencible. En la Tercera Olintíaca insulta Filip i el titlla de «bàrbar», i avisa els seus compatriotes que el rei de Macedònia adés es llança sobre qualsevol oportunitat, adés cedeix quan li convé. Reclama l'enviament d'un exèrcit de terra per ajudar els olintis i una força combinada naval i terrestre per pillar el territori de Filip. Per acabar, exigeix un millor ús de l'erari públic per reeixir en les empreses de fora de la ciutat. Malgrat els avisos de Demòstenes, els atenencs es ficaren en una guerra inútil a Eubea i negaren suport militar a Olint. Quan finalment posaren en pràctica alguns dels seus suggeriments, ho feren en el pitjor moment i amb tropes mal preparades.

## Avaluacions
La Tercera Olintíaca es considera la millor de les tres arengues i un dels millors discursos polítics de Demòstenes. Destaca per l'audàcia de les idees polítiques que manifesta i el ventall de recursos retòrics i expressions que empra. Les tres Olintíaques posen de manifest l'esperit fervorós de l'home d'estat atenenc i el seu desig ardent de motivar els seus compatriotes.

## Resum

### Primera Olintíaca
En el seu conjunt, la Primera Olintíaca fou un discurs fallit. La majoria de la gent d'Atenes feu cas omís d'allò que Demòstenes li volia dir. El motiu principal era el contingut del discurs. El discurs se centrava en l'amenaça que representaven Macedònia i Filip. Exposava que trobava que la millor línia d'acció per a la nació era aprovar un impost altíssim sobre les persones per finançar l'expedició. Així mateix, hi donava la seva opinió sobre com l'exèrcit atenenc havia d'afrontar les batalles. Deia que la marina havia de salpar per atacar Macedònia mentre l'exèrcit anava a Olint per plantar cara a l'exèrcit macedoni. Formulà aquests plans complexos en un intent de convèncer els atenencs d'ajuntar-se i exigir al seu govern que fes el que deia Demòstenes. Així mateix, recordà alguns errors greus que Atenes havia comès en altres conflictes bèl·lics. Gairebé feia befa de l'Atenes del passat en el seu esforç per evitar repetir-ne els errors. Es mostrava molt sever amb la gent rica d'Atenes i la manera com acumulaven diners sense fer-ne res. Deia que se'ls havien de gastar en l'esforç bèl·lic contra Macedònia.

### Segona Olintíaca
La Segona Olintíaca és la més desenfocada de les tres. Comença amb una referència a la religió, dient que els déus rebutjaven les accions de Filip perquè un home just mai no destruiria la quantitat de terres que destruïa ell. Seguidament, canvia d'enfocament i passar a lloar els èxits de Filip. Diu que és un ésser diví que sembla gairebé inhumà. Comenta totes les gestes militars de Filip. Aleshores, Demòstenes demana als atenencs que acceptin un impost més alt per sostenir l'esforç bèl·lic. Els anima a fer tot el que puguin en aquest sentit, des de treballar els camps fins a administrar botigues. Continua recordant que els olintis són aliats d'Atenes i els atenencs tenen el deure de fer-los costat en aquesta hora greu. Aleshores, torna a canviar d'enfocament i critica Atenes com a nació. Titlla de fracàs que els atenencs es mirin la guerra des de la distància. Manifesta la seva sorpresa que Atenes hagi sortit airosa de guerres anteriors tenint en compte la seva passivitat envers les amenaces. Així mateix, posa en dubte la qualitat dels generals atenencs.

### Tercera Olintíaca
La Tercera Olintíaca fou sense cap mena de dubte el més reeixit del tres discursos. El mateix text de l'arenga ho evidencia. Demòstenes deixa de criticar i jutjar els atenencs. Se centra en el govern en si, afirmant que veu per què no entra en guerra. Ara entén per què la gent prefereix protegir allò que ja té en comptes d'entrar en batalla. Mostra la seva complicitat amb els atenencs en aquest sentit, però pregunta: «I l'Atenes del passat?». «I l'Atenes que plantava cara a totes les amenaces i defensava els seus aliats?» Alhora, mostrava més empatia envers les persones del públic que l'interrompien, plantejant idees per resoldre els seus problemes. N'és un exemple l'efecte sobre el fons teòric durant la guerra. El seu contraargument era que el govern d'Atenes tenia més diners per gastar-se en coses innecessàries que adornaven les llars i que una part d'aquests diners es podia destinar a ajudar persones necessitades aliades d'Atenes. A diferència dels discursos anteriors, el clou amb una petició en comptes d'una exigència: que la gent d'Atenes recordi el passat, tingui present com havia estat i, si la fortuna així ho vol, que decideixi que cal aturar Filip a qualsevol preu.